# Bob McNealy
Robert „Bob“ James McNealy (* 23. Februar 1907 in Louisville, Cass County, Nebraska; † 18. Februar 1978 in Los Angeles County, Kalifornien) war ein US-amerikanischer Jurist und Politiker der Demokratischen Partei, der unter anderem zwischen 1965 und 1966 Präsident des Senats von Alaska war.

## Leben
Robert „Bob“ James McNealy, zweites von vier Kindern von James A. McNealy und dessen Ehefrau Daisy May Miller McNealy (1885–1968), war nach dem Besuch der High School in Louisville als Zivilbeschäftigter auf dem Marinestützpunkt Kodiak Naval Base tätig. Er absolvierte zudem ein damals noch mögliches Studium der Rechtswissenschaften in einer Anwaltskanzlei in Omaha und nahm nach seiner anwaltlichen Zulassung bei der Anwaltskammer von Nebraska (Nebraska Bar Association) 1929 eine Tätigkeit als Rechtsanwalt in Seldovia auf. Nach einer Tätigkeit als US Commissioner und Stadtanwalt ließ er sich nach seiner anwaltlichen Zulassung bei der Alaska Bar Association als Rechtsanwalt in Fairbanks nieder. Er verfügte auch über eine anwaltliche Zulassung bei der American Bar Association und war zwischen 1952 und 1953 US-Staatsanwalt für den vierten Bezirk des Alaska-Territoriuma. 1955 wurde er für die Demokratische Partei zum Mitglied des Repräsentantenhauses des damaligen Alaska-Territoriums gewählt und vertrat in diesem bis 1956 den Wahlkreis 4th District. 1955 war er zudem Delegierter des Konvents, der die Verfassung von Alaska erarbeitete, die am 4. April 1956 ratifiziert wurde und mit der Aufnahme Alaskas in die USA als US-Bundesstaat am 3. Januar 1959 in Kraft trat. Als Unterzeichner der Verfassung gehört er damit zu den Founder of Statehood.
1959 wurde Bob McNealy Mitglied des Senats des Bundesstaates Alaska, des Oberhauses der Alaska Legislature, und gehörte diesem bis 1967 an. Als Nachfolger von Frank Peratrovich wurde er schließlich 1965 Präsident des Senats und bekleidete dieses Amt bis 1966, woraufhin John Butrovich von der Republikanischen Partei ihn ablöste. Er war zudem Vorstandsmitglied der Alaska Airlines und Mitglied der 1868 gegründeten Bruderschaft Benevolent and Protective Order of Elks.
Bob McNealy war zwei Mal verheiratet. Aus seiner am 19. September 1929 in Omaha geschlossenen ersten Ehe mit Alice L. Rouse Palmquist (1907–1951) gingen die Kinder Patricia Jean Palmquist Poe (1930–2003) und Richard „Dick“ Frank Palmquist (1933–2002) hervor. 1936 heiratete er Mary Buyak McNealy (1914–2003) in zweiter Ehe, aus der die beiden Söhne James Joseph McNealy (1943–2005) und Michael James McNealy (1960–2000) stammten. Nach seinem Tode wurde er auf dem Good Shepherd Cemetery in Huntington Beach bestattet.